# Il cielo brucia (film 2023)
Il cielo brucia (Roter Himmel, lett. 'cielo rosso') è un film del 2023 scritto e diretto da Christian Petzold.
Presentato in anteprima mondiale alla 73ª edizione del Festival di Berlino, rappresenta il secondo capitolo di una trilogia iniziata nel 2020 con Undine - Un amore per sempre, dedicata alla solitudine e alla complessità dei rapporti interpersonali e basata sugli elementi naturali (in questo caso il fuoco, dopo l'acqua del film precedente).

## Trama
Due giovani amici berlinesi si ritrovano a trascorrere una torrida estate in una casa per le vacanze sulle coste del Mar Baltico. Leon è uno scrittore in crisi che sta terminando il suo secondo romanzo in attesa dell'arrivo del suo editore, mentre Felix deve preparare un portfolio per entrare in un'accademia di belle arti. Ai due ragazzi si uniscono Nadja, lavoratrice stagionale in un paesino dall'altro lato del bosco, e il suo ragazzo occasionale Devid dal quale anche Felix si sente attratto. Ma l'armonia che si viene a creare inizialmente non durerà a lungo e a peggiorare le cose sarà un incendio boschivo, che lentamente accerchierà i quattro ragazzi. 
Il film presenta rimandi intermediali all'opera del poeta tedesco Heinrich Heine.

## Produzione

### Cast
Paula Beer torna a recitare in un film di Petzold dopo La donna dello scrittore del 2018 e dopo Undine - Un amore per sempre (che nel 2020 le aveva fruttato l'Orso d'argento a Berlino), mentre Leon è l'attore viennese Thomas Schubert, che nel 2014 aveva già recitato al suo fianco nel western Lo straniero della valle oscura - The Dark Valley. Felix è interpretato da Langston Uibel, al primo ruolo importante dopo un percorso soprattutto televisivo (Un ciclone in convento, Dogs of Berlin, Unorthodox), così come Enno Trebs che recita nei panni di Devid, mentre l'editore Helmut ha il volto di Matthias Brandt, alla seconda collaborazione con Petzold dopo La donna dello scrittore.

### Riprese
Il film è stato girato dal 28 giugno al 17 agosto 2022 tra Ahrenshoop, Kühlungsborn e Wustrow, località balneari tedesche sul Mar Baltico nel Meclemburgo-Pomerania Anteriore.

## Distribuzione
L'anteprima mondiale si è tenuta il 22 febbraio 2023 al Festival internazionale del cinema di Berlino e il film è uscito nelle sale tedesche il successivo 20 aprile. 
Dopo la Berlinale ha partecipato ad altre manifestazioni internazionali tra cui l'International Istanbul Film Festival, il Festival del cinema indipendente di Buenos Aires, il Sydney Film Festival e il Tribeca Film Festival.

## Accoglienza

### Critica

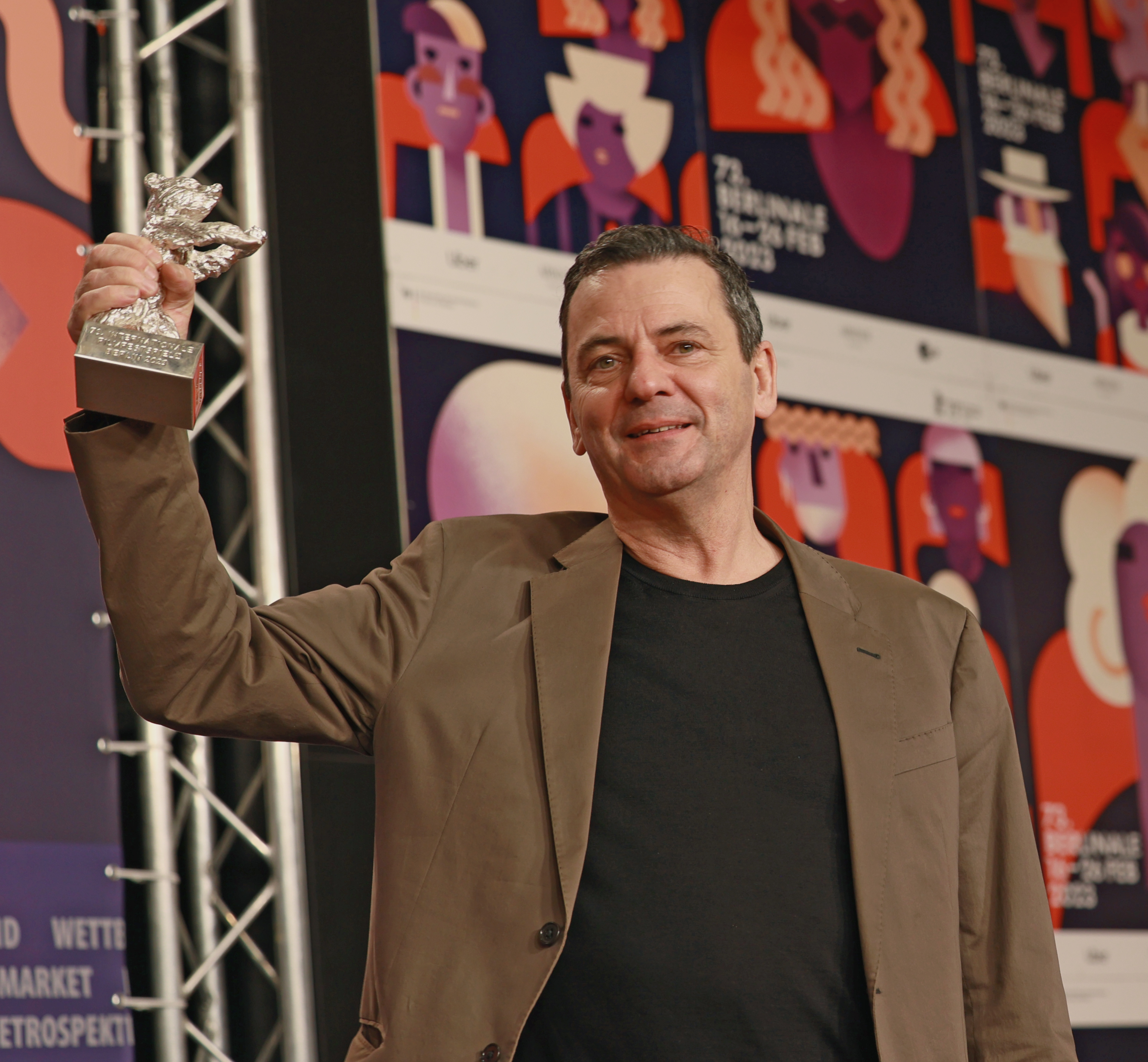
Christian Petzold alla Berlinale con l'Orso d'argento.

Il sito Rotten Tomatoes riporta l'87% di recensioni professionali con giudizio positivo, mentre il sito Metacritic assegna al film un punteggio di 83 su 100 basato su 12 recensioni, indicando un «plauso universale».
Su Screen International Jonathan Romney ha parlato di «un Petzold forse più leggero del solito, ma che porta ancora l'impronta inconfondibile della sua eleganza intellettuale e concettuale», mentre Peter Bradshaw ha scritto su The Guardian: «Il cambio di tonalità non è così convincente e avrei voluto che il potenziale da commedia leggera fosse stato sviluppato maggiormente. Resta comunque la grande performance di Schubert».
Nella sua recensione su CinemaSerieTV.it il critico Max Borg ha parlato di «un film che fa della crisis creativa la premessa ideale per un esercizio di passione dalla coerenza emotiva e formale infallibile», mentre sulla rivista online Asbury Movies la giornalista Marina Pavido lo ha definito «un vero e proprio inno all'amicizia e all'arte» e «un delicato momento di passaggio dall'adolescenza all'età adulta». Su Movieplayer.it la critica Chiara Nicoletti lo ha giudicato «tra i migliori film di Petzold e i più memorabili della 73esima Berlinale... con questo nuovo capitolo di una trilogia iniziata con Undine il regista diventa ancora più abile nel raccontare relazioni umane e sentimentali nella loro poesia ed egoismo».

## Riconoscimenti
- 2023 – Festival internazionale del cinema di Berlino
  - Orso d'argento, gran premio della giuria a Christian Petzold
  - Candidatura all'Orso d'oro a Christian Petzold
- 2023 – Sydney Film Festival
  - Candidatura per il miglior film a Christian Petzold
- 2023 – Deutscher Schauspielpreis
  - Candidatura per il miglior attore protagonista a Thomas Schubert